# Dipòsit circular d'aigua potable de Puigverd de Lleida
El Dipòsit circular d'aigua potable de Puigverd de Lleida és una obra de Puigverd de Lleida (Segrià) protegida com a Bé Cultural d'Interès Local.

## Descripció
El dipòsit està situat a 2,5 km del poble i situat estratègicament a sota el turó de la Pena de Puigverd de Lleida. Està situat en un pla de nivell superior al del municipi i proporciona fins a 3 bar de pressió, permet d'aquesta manera abastir d'aigua el punt més elevat del campanar de la població sense necessitat de bombeig. Cal dir que si actualment el dipòsit es trobés en funcionament a conseqüència de l'augment de la demanda d'aigua, les anterior dades de pressió i altura es veurien reduïdes. El dipòsit fa 25,30 m de diàmetre, una alçada de 2 m, té un gruix de 6 cm i una capacitat de 1000 m3. Està unit al poble mitjançant una canonada de 7 cm de diàmetre. Actualment, el dipòsit es troba en desús, però ha funcionat correctament al llarg de 100 anys.

## Història
El dipòsit circular de Francesc Macià i Llussà és considerada la primera construcció en formigó armat de tot l'estat espanyol i data de l'any 1893. Es considera un gran avenç la utilització de barres metàl·liques en la barreja del formigó per augmentar la resistència d'aquest material. Cap als anys 70 del segle xix, alguns enginyers a l'estat espanyol van començar a treballar amb la idea d'incorporar barres metàl·liques. Però no ho realitzaren amb la intenció de que formigó i acer col·laboressin per augmentar la resistència, tant a compressió com a tracció.
Joseph Monier (1823-1906) incorporà una tela metàl·lica en solidaritat amb les jardineres de formigó del palau de Versalles per augmentar-ne la resistència. D'aquí que el formigó armat també es conegui amb el nom de sistema Monier.
A finals del segle xix la tècnica del formigó armat ja era tot un fet.. Francesc Macià importà aquesta tècnica i l'utilitzà en el revestiment de cups a les Borges Blanques com a precedent de la primera gran obra important de formigó armat de tot l'estat, i en el dipòsit d'aigua potable circular de Puigverd de Lleida.